# Don (thú)
Don hay đon hay còn gọi là nhím đuôi dài (tên khoa học: Atherurus macrourus) là loài động vật gặm nhấm thuộc họ Nhím. Loài này phân bố ở Trung Quốc, Ấn Độ, Lào, Malaysia, Myanmar, Thái Lan và Việt Nam. Don là động vật ăn đêm, thường gặp ở các khu rừng tại vùng núi nhiệt đới và cận nhiệt đới. Mỗi hang don thường có 5 cá thể. Don mẹ thường sinh 2 lứa mỗi năm sau thời gian mang thai khoảng 100 ngày đến 110 ngày, mỗi lứa một con.